# Vodena slatka trava
Vodena slatka trava (lat. Catabrosa aquatica), trajnica iz roda slatka trava, porodica Gramineae. Rasprostranjena je po velikim dijelovima Euroazije i Sjeverne Amerike te na sjeveru Afrike.
To je zeljasta vodena trajnica koja može narasti od 5 do 70 cm. Stabljika je u vodi polegnuta, ili se pridiže. Listovi su široki 4-6 mm, rijetko do 10 mm. Cvat je metlica, duga do 30 cm. Klasići su dugi 3-4 mm u kojima se nalaze 2-3 cvijeta, rjeđe 1-5. 
Jedina je vrsta ovog roda koja raste i u Hrvatskoj (sjeverozapadna Hrvatska i Slavonija: Kalnik, Osijek, Vinkovci, Daruvar).
- C. aquatica
- C. aquatica
- C. aquatica
- C. aquatica
- C. aquatica
- C. aquatica